# حلويات

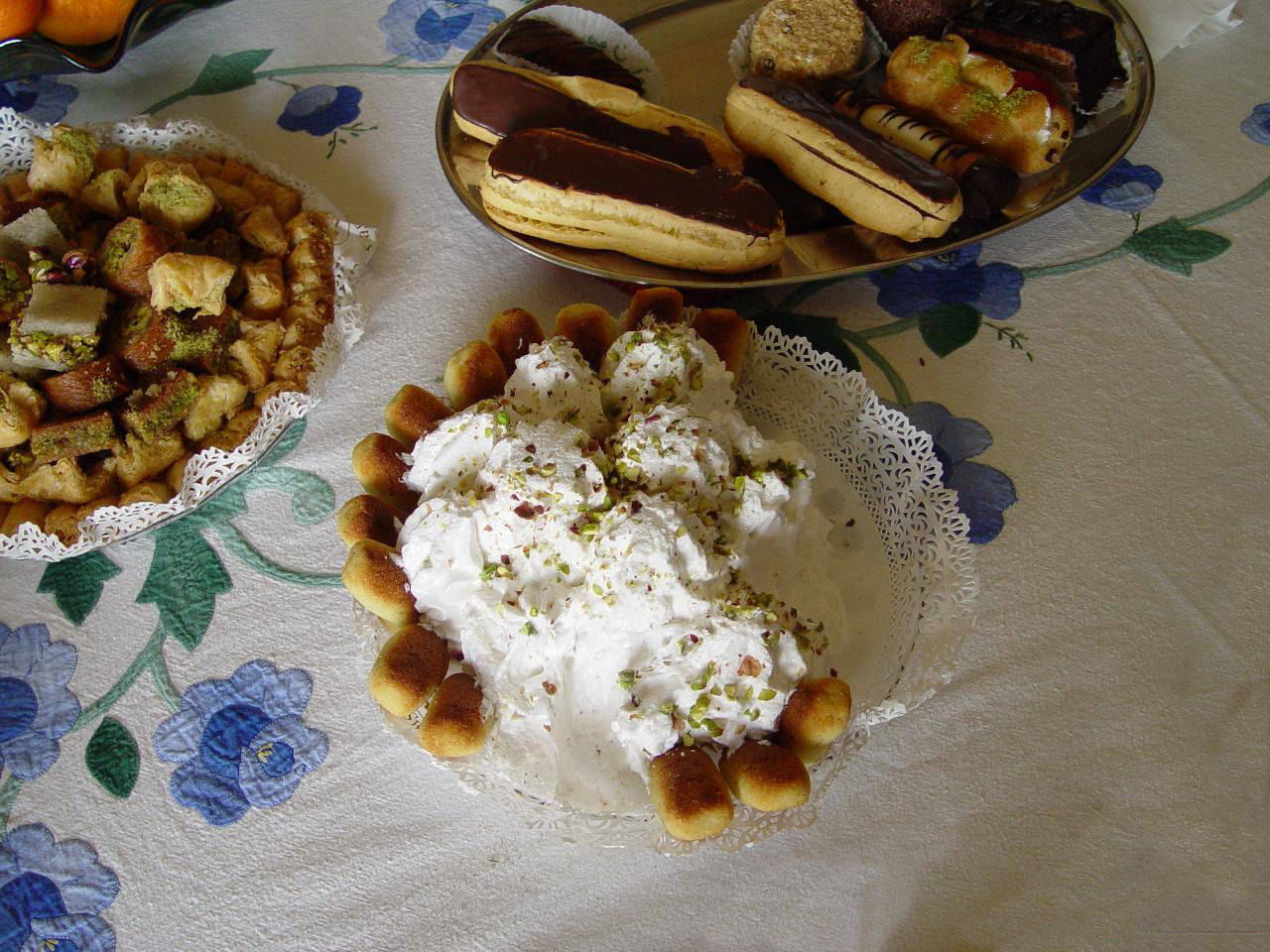
حلويات في لبنان

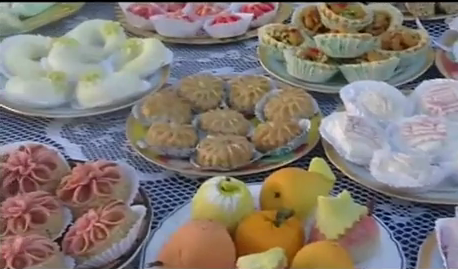

الطبق الحلو أو الحَلْوَيَات أو الحَلْوَى أو العُقبة أو الحَلوْاءُ، هي كل ما عولج بسكر أو عسل من الطعام، وكل ما يصنع من محلول السكر في الماء. بإضافة النكهات والصبغات، وهي نوعية من الطعام تتكون بشكل أساسي من السكر.
والحلويات السكرية صنعت في ألوان وأصناف عديدة ولها تاريخ طويل في الثقافة الشعبية حيث أنها تدل على بعض الشعوب كالشعب الفرنسي العريق. تختلف الآراء حول مضار الحلويات وفائدتها للجسم البشري فالأثار الجانبية كثيرة أهمها تسوس الأسنان وينصح باستخدام الفلورايد في المياه عند غسيل الأسنان بعد أكل كمية من الحلويات تجنباً لتسوس الأسنان، وقد يؤدي أكل الكثير من الحلويات للتسبب باضطرابات النوم.
يؤدي تناول كمية كبيرة من السكريات إلى السمنة بسبب احتوائها على سعرات حرارية عالية جداً خاصة الأنواع المصنعة بأكثر من محتوى سكري، والسمنة تؤدي إلى استرخاء الجسد وفرط النشاط خاصة عند الأطفال.
لا مانع من تناول الحلويات لكن باعتدال ومراعاة العمر وقدرة الجسد والأمراض إذا تواجدت، حرمان الحلويات بشكل تام عادة لا ينصح بها اطلاقاً فربما الحرمان سيؤدي إلى تعويض الحلويات بقدر كبير في مرة واحدة، أفضل فترة لتناول الحلويات بعد الوجبات الرئيسية ولا يفضل تناولها كوجبات خفيفة حتى لا يكون العنصر الرئيسي لاستهلاك الجسم هو السكر المكرر.

## تاريخ صناعة الحلويات
- بدأ تصنيع السكر خلال العصور الوسطى، وفي ذلك الوقت كان السكر مكلفًا إلى حد أن الأغنياء فقط كانوا قادرين على شراء الحلوى المصنوعة من السكر. تم اكتشاف الكاكاو، الذي صنعت منه الشوكولاتة، في عام 1519 من قبل المستكشفين الأسبان في المكسيك.
- قبل الثورة الصناعية، كانت الحلوى غالباً ما تعتبر شكلاً من أشكال الدواء، إما تستخدم لتهدئة الجهاز الهضمي أو تبريد التهاب الحلق. في العصور الوسطى، ظهرت الحلوى على طاولات الأغنياء فقط في البداية. في ذلك الوقت، بدأ كمزيج من التوابل والسكر الذي كان يستخدم كمساعد لمشاكل في الجهاز الهضمي.
- كان سعر تصنيع السكر أقل بكثير في القرن السابع عشر عندما أصبحت الحلوى الصلبة مشهورة. بحلول منتصف القرن التاسع عشر، كان هناك أكثر من 400 مصنع في الولايات المتحدة لإنتاج الحلوى.
- شهدت صناعة الحلوى تغييرات كبيرة في ثلاثينيات القرن التاسع عشر عندما فتحت التطورات التكنولوجية وتوفر السكر السوق. ولم يكن السوق الجديد فقط من أجل التمتع بالأثرياء ولكن أيضا من أجل متعة الطبقة العاملة، وكان هناك أيضا سوق متزايد للأطفال، وأصبح متجر الحلوى عنصرا أساسيا لطفل الطبقة العاملة الأمريكية.[5]
- يأتي الشوكولا أو الكاكاو على رأس قائمة مذاق ألذ أصناف السكاكر والحلويات التي يفضلها البشر، ويدخل في صناعة العديد من  كيكات الزفاف والحلويات، وتعد زراعة الكاكاو ثالث أهم غلة زراعية مستهلكة في العالم بعد السكر والقهوة. وقد انتقل موطن حبّة الكاكاو من أميركا الجنوبية إلى مناطق أخرى في العالم مثل ساحل العاج وغانا ونيجيريا والكاميرون. وتؤمّن الأراضي الإفريقية ثلثي إنتاج الكاكاو في العالم، كما تحتل أندونيسيا مراتب متقدّمة عالمياً وكذلك ماليزيا وجزر غينيا الجديدة بالإنتاج. يعتبر الشوكولا من أكثر أنواع الحلويات طلباً لدى الأوروبيين في المناسبات والحفلات.
- وقد عَرف الأوروبيون الكاكاو في بداية القرن السادس عشر وبالتحديد عام 1502 خلال رحلة كريستوف كولومبوس الرابعة إلى العالم الجديد. يُعد البحّار الأسباني هيرنان كورش أول من أبرزَ الأهمية الاقتصادية لحبة الشوكولا عام 1519 عندما شاهد الهنود (الآزتك) يستخدمون الحبات كعملة للمقايضة. تشير الكتب التاريخية إلى أنّ هنود المايا كانوا يستعملون الكاكاو كشراب ساخن منذ ما لا يقل عن 2600 سنة، وكان الأوروبيون من مستعمري اسبانيا الجديدة يضيفون إلى هذا الشراب سكر القصب وعطر المسك وماء زهر البرتقال للتخفيف من حدّته.
- أصدر نابليون الثالث عام 1860 مرسوماً إمبراطورياً يقضي برفع الضرائب عن الشوكولا لوضعه في متناول عامة الشعب لما فيه من فوائد عديدة.
- واخترعَ الهولندي كونراد فان هوتن مسحوق الكاكاو لتسهيل الحفظ والتصنيع.
- أشهر صانع حلويات في العالم يُعدّ غاستون لونوتر Gaston LeNotre أشهر صانع حلويات في العالم. كان والده طاهياً يعمل في أفخم فنادق باريس، ومنه اكتسب حبّه لهذه المهنة. افتتحَ في العام 1947 أول متجر له في النورماندي ثم ما لبث في عام 1957 أن افتتح أول متجر في باريس وهو المتجر الذي لاقى إقبالاً كبيراً من الزبائن وصلَ إلى درجة الوقوف صفوفاً طويلة لتناول حلوياته. وقد تميّز بصناعة كعكة شارلوت وموس الشوكولا والمكرون الفرنسية. وفي العام 1960م قام بتحويل متجره للحلويات إلى مطعم.[6]

## بعض أنواع الحلويات
- كريمبو
- غزل البنات
- كنافة نابلسية
- قمر الدين
- قطايف
- لقمة القاضي (عوامة)
- بقلاوة
- فطير بالقطر
- تشكليبارة أو شكليبارا أو شكليبارة
- غريبة
- مهلبية
- بسبوسة
- تيراميسو
- تشيز كيك
- جاتوه
- فقاص
- الدهينة